# Moussa Sylla (Fußballspieler, 1999)
Moussa Sylla (* 25. November 1999 in Étampes) ist ein malisch-französischer Fußballspieler.

## Karriere

### Verein
Sylla begann seine Karriere beim Étampes FC und wechselte 2012 zum CS Brétigny. Zwei Jahre später ging er weiter zum Nachwuchs der AS Monaco und spielte dort in der UEFA Youth League. Sein Debüt für dessen Profimannschaft gab er im April 2018 gegen EA Guingamp. In der Folgesaison gab er auch sein Debüt in der Champions League und schoss kurze Zeit später beim 1:1 gegen den FC Brügge ein Tor. Nachdem Sylla ab dem Sommer 2020 zunächst vereinslos war, fand er im September mit dem FC Utrecht in der niederländischen Eredivisie einen neuen Verein, wo er einen Vertrag bis Sommer 2023 mit der Option der Verlängerung um ein weiteres Jahr unterschrieb.
Im Sommer 2024 verpflichtete ihn der deutsche Zweitligist FC Schalke 04 und stattete Sylla mit einem langfristigen Vertrag aus. Bei den Königsblauen konnte er sich als Stammspieler durchsetzen und wurde in der Saison 2024/25 mit 16 Toren in 27 Spielen der beste Torschütze der Mannschaft.

### Nationalmannschaft
Von 2014 bis 2019 absolvierte Sylla 22 Partien für diverse französische Jugendnationalmannschaften und erzielt dabei drei Treffer. Mit der U-20-Auswahl nahm der Flügelspieler 2019 an der Weltmeisterschaft in Polen teil. Dort kam er zu zwei Einsätzen und schied im Achtelfinale mit 2:3 gegen die USA aus. Im Juni 2024 gab er im WM-Qualifikationsspiel gegen Madagaskar sein Debüt für die Herrennationalmannschaft Malis.

## Sonstiges
Sein älterer Bruder Yacouba (* 1990) ist ebenfalls Fußballspieler.